# USKOK
USKOK (kroatisch Ured za suzbijanje korupcije i organiziranog kriminaliteta; deutsch Behörde zur Bekämpfung von Korruption und organisierter Kriminalität) ist eine auf die Bekämpfung von Korruption und organisierter Kriminalität spezialisierte Behörde der kroatischen Staatsanwaltschaft (kroat. Državno odvjetništvo Republike Hrvatske, DORH). USKOK wurde 2001 gegründet, infolge der Einsicht, dass dem Phänomen der Korruption und der organisierten Kriminalität erhöhte und systematische Aufmerksamkeit in all ihren Segmenten geschenkt werden sollte, sowohl durch Bildung, Prävention als auch durch gezielte Korruptionsbekämpfung.

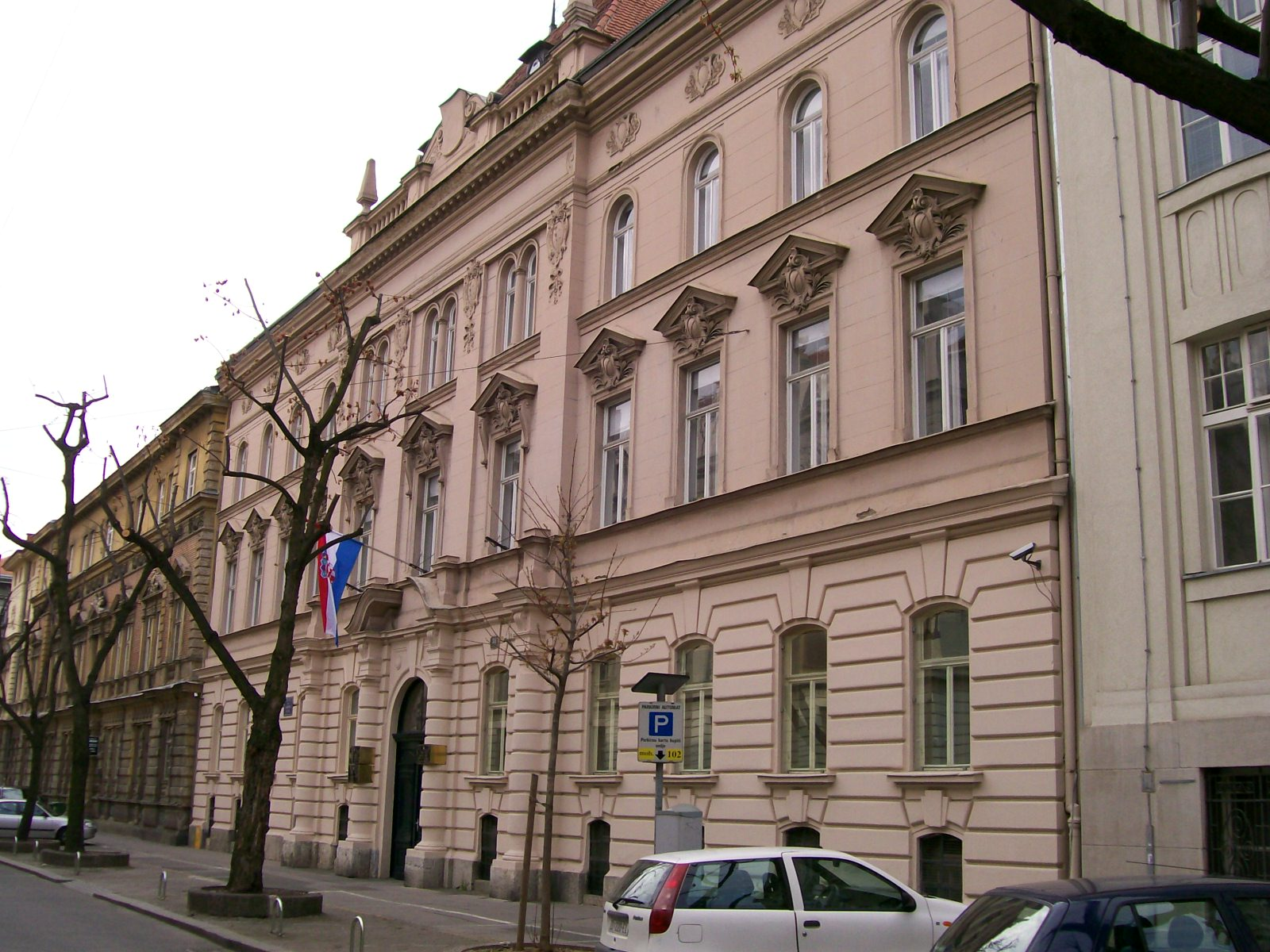
Sitz der kroatischen Staatsanwaltschaft DORH und der USKOK in Zagreb.

Der Sitz der Behörde ist in Zagreb. Der Zuständigkeitsbereich der Behörde erstreckt sich auf das gesamte Staatsgebiet Kroatiens. Die Leitung der Tätigkeiten der Behörde untersteht dem Direktor, welcher vom Generalstaatsanwalt der Republik Kroatien nach vorheriger Einholung der Meinung des Justizministers und des Kollegiums der Staatsanwälte ernannt wird. Zum USKOK-Direktor kann der Vize-Generalstaatsanwalt beziehungsweise ein Gespanschafts-Staatsanwalt oder dessen Vertreter ernannt werden, wenn dieser die Kriterien zur Ernennung als Vize-Generalstaatsanwalt erfüllt. Das Mandat des Direktors dauert vier Jahre mit der Möglichkeit zur erneuten Nominierung. Bei der Erfüllung der Amtspflichten verfügt der Direktor über die Rechte und Pflichten eines Staatsanwalts. Die Tätigkeiten der Staatsanwaltschaft innerhalb von USKOK werden durch den Direktor und dessen Vertreter erfüllt. Diese werden von höheren Beratern, Beratern und Fachexperten in ihrer Tätigkeit unterstützt. Derzeitiger USKOK-Direktor ist Dinko Cvitan. Der kroatische Generalstaatsanwalt ist zurzeit Mladen Bajić.
Seit 2009 bestehen USKOK-Pendants sowohl bei der kroatischen Kriminalpolizei, als auch im kroatischen Justizwesen. Im Direktorat der kroatischen Kriminalpolizei wurde der Sonderbehörde absichtlich eine ähnlich lautende Bezeichnung verliehen: Polizeiliche nationale USKOK-Behörde (kroat. Policijski nacionalni USKOK, PNUSKOK). Im Justizwesen wurden Gerichtsabteilungen für Kriminalfälle in der Zuständigkeit von USKOK eingerichtet (kroat. Sudski odjeli za postupanje u predmetima kaznenih djela iz nadležnosti USKOK-a).

## Zuständigkeit
USKOK beschäftigt sich mit der Bekämpfung der Korruption und der organisierten Kriminalität. Im Gesetz über die Errichtung der USKOK-Behörde sind alle Straftaten aufgeführt, die in deren Zuständigkeit fallen. Alle anderen Straftatsarten liegen im Zuständigkeitsbereich der Staatsanwaltschaft.
Die Behörde übernimmt die Aufgaben der Staatsanwaltschaft u. a. für die folgenden Strafdelikte (die genauen Deliktsdefinitionen werden im kroatischen Strafgesetzbuch aufgeführt):
- Amtsmissbrauch im Konkursverfahren, unloyale Konkurrenz den Außenhandel betreffend, Amtsmissbrauch durch staatliche Behördenträger, gesetzeswidriges Einschreiten, Annahme von Bestechungsmitteln, Annahme von Bestechungsmitteln im Bereich wirtschaftlicher Tätigkeiten, aktive Bestechung sowohl von staatlichen Amtsträgern als auch bei wirtschaftlichen Tätigkeiten
- verfassungswidriger Freiheitsentzug, Entführung, Erpressung, Menschenhandel und Sklaverei, gesetzeswidrige Überführung von Personen über die Staatsgrenze, Raubüberfall, Nötigung, Unterschlagung gesetzeswidrig erworbener Geldbeträge ("Geldwäsche") und rechtswidriger Geldforderungen, so diese Straftaten durch eine Gruppe oder eine kriminelle Organisation begangen wurden
- Rauschmittel-Missbrauch
- Vereinigung zum Zwecke der Verübung von Straftaten, einschließlich aller Straftaten, welche diese Gruppe oder kriminelle Organisation verübte, außer für Straftaten gegen die Republik Kroatien oder die kroatischen Streitkräfte
- Straftaten in Zusammenhang mit den Aktivitäten einer Gruppe oder einer kriminellen Organisation, für die eine Haftstrafe im Ausmaß von mehr als drei Jahren vorgesehen ist, und wenn diese Straftat auf dem Gebiet zweier oder mehrerer Staaten begangen wurde oder falls ein bedeutender Teil der Vorbereitungen oder Planungen auf dem Gebiet eines anderen Staates begangen wurde

Die Behörde ist ebenfalls für die Strafprozessführung gegen die Organisatoren von Gruppen oder kriminellen Organisationen in den folgenden Bereichen zuständig: Verübung von Straftaten, deren Anstiftung, unerlaubter Goldhandel, Hintergehung der Zollaufsicht.
Auch für die folgenden Straftaten in Zusammenhang mit der Verübung einer Straftat ist USKOK zuständig: Unterschlagung gesetzeswidrig erlangter Mittel, Beweisverhinderung, Erpressung rechtsstaatlicher Amtsträger, Behinderung eines Amtsträgers bei der Ausführung amtlicher Pflichten, Aggression gegenüber einer Amtsperson, Aufdeckung der Identität eines geschützten Zeugen.
Die strafrechtlichen Begriffe einer Gruppe bzw. einer kriminellen Organisation sind durch die Strafgesetzordnung geregelt. Eine Gruppe von Menschen besteht aus wenigstens drei Personen, die zur dauerhaften oder zeitweiligen Verübung von Straftaten verbunden sind, wobei jede dieser Personen einen Anteil an der Verübung der Straftat trägt. Unter einer kriminellen Organisation versteht man die strukturierte Vereinigung von zumindest drei Personen, welche über einen gewissen Zeitraum besteht und mit dem gemeinsamen Ziel der Verübung eines oder mehrerer Straftaten tätig ist, zur Erlangung eines direkten oder indirekten finanziellen oder anderen materiellen Nutzens oder mit dem Ziel der Erfüllung und Beibehaltung der Aufsicht über einzelne wirtschaftliche oder andere Tätigkeiten, wobei es sich hierbei um Straftaten im Ausmaß einer Gefängnisstrafe von zumindest vier Jahren handelt. Kriminelle Organisationen stellen die Grundlage des Begriffes der organisierten Kriminalität dar.

## Ermittlungen
Alle Institutionen der Staatsgewalt und alle rechtlichen Personen, die in deren Umfeld oder bei der Erledigung deren Tätigkeiten Umstände und Details in Erfahrung bringen, die auf eine Straftat in der Zuständigkeit von USKOK hindeuten, sind insbesondere im Falle mutmaßlicher krimineller Tätigkeiten von zumindest drei Personen dazu verpflichtet eine Strafanzeige vorzunehmen oder USKOK zu verständigen.
Alle Akten in der Zuständigkeit von USKOK unterliegen strenger Geheimhaltung.
Strafverfahren für Straftaten in der Zuständigkeit von USKOK werden von den Gespanschafts-Gerichtshöfen in Zagreb, Osijek, Rijeka und Split durchgeführt.

## USKOK-Operationen oder Untersuchungen
In der Folge werden einige der medial-bekannteren USKOK-Operationen angeführt, deren strafrechtliche Aufarbeitung teilweise noch nicht abgeschlossen wurde:
- Operation Maestro (2008 bzw. Tri tenora, deut. Operation Drei Tenöre): In Zusammenhang mit Korruptionsvorwürfen im kroatischen Bankbereich und insbesondere betreffend die Leitung des kroatischen Privatisierungsfonds (HFP, kroat. Hrvatski fond za privatizaciju), welche u. a. zur Festnahme der drei Vizepräsidenten des Privatisierungsfonds (auch als drei Tenöre bezeichnet) führte. Ein weiterreichendes Thema ist etwa die illegale Bereicherung gewisser Persönlichkeiten in der Übergangsphase zur Marktwirtschaft. Die Ermittlungen umfassten u. a. auch den Geschäftsbereich der Hypo Group Alpe Adria.
- Untersuchungen in der "Affäre Dragulji" (2008): In Zusammenhang mit Untersuchungen zu organisiertem Waffenhandel zu Zeiten des Kroatienkrieges. Die Untersuchungen führten u. a. zur Auslieferung des Hauptbeschuldigten ehemaligen Generals Vladimir Zagorec aus Österreich. Um eine Auslieferung bemühte sich auch der kroatische Staatspräsident Stjepan Mesić. In den laufenden Ermittlungen soll u. a. eruiert werden, ob und wie ein Koffer mit Juwelen abhandengekommen sein soll (kroat. dragulji steht für Juwelen).
- Untersuchungen in der "Affäre Brodosplit" (2008): Untersuchungen zu den einstigen Privatisierungsbestrebungen der Werften "Brodosplit" und "Brodotrogir" in Split und Trogir. Die Ermittlungen umfassen auch mutmaßliche Verstrickungen des ehemaligen Premierministers Ivo Sanader in dieser Angelegenheit.
- Operation Indeks (2009): In Zusammenhang mit diversen Korruptionsvorwürfen gegenüber Professoren und Studenten der Universität Zagreb (das kroatische Studienbuch heißt "Indeks", von lat. Index collegium).
- Operation Gruntovec: In Zusammenhang mit den Tätigkeiten der Katasterbehörde (kroat. gruntovnica) in Zagreb.
- Untersuchungen in der "Affäre Kamioni": Untersuchungen zu den Beschaffungstätigkeiten bei den kroatischen Streitkräften führten zur Aufhebung der Immunität des damals amtierenden kroatischen Verteidigungsministers Berislav Rončević. Hierbei ging es um die Beschaffung von LKWs über das Unternehmen "Eurokamioni" (im Kroatischen steht kamion für LKW).
- Operation Podravka (2009): In Zusammenhang mit den Geschäftstätigkeiten des kroatischen Nahrungsmittelkonzerns Podravka, die u. a. zur Festnahme des damals amtierenden kroatischen Wirtschaftsministers Damir Polančec führte. Die Angelegenheit wird in den kroatischen Medien auch als "Affäre Spice" (kroat. afera Spice) bezeichnet.
- Operation HŽ (2009): In Zusammenhang mit den Geschäftstätigkeiten der Kroatischen Bahn "Hrvatske željeznice" (HŽ), welche zur Festnahme einiger leitender Vorstandsmitglieder führte.
- Operation Nesklad (deut. Operation Ungereimtheit, 2009): In Zusammenhang mit den Geschäftstätigkeiten der kroatischen Autobahn-Betreibergesellschaft Hrvatske autoceste d.o.o. und den Geschäftstätigkeiten des Bauunternehmens Skladgradnja aus Imotski.
- Operation Bankomat (2009): In Zusammenhang mit den Geschäftstätigkeiten der Kroatischen Postbank (kroat. Hrvatska poštanska banka, HPB). Die Operation führte zur Festnahme von Josip Protega, dem Vorstandsvorsitzenden der Kroatischen Postbank.